# Лаицизм
Лаици́зм (от греч. λαός народ, лат. laicus мирянин, и фр. laïcité букв. светскость, нерелигиозность, откуда прилаг. фр. laïque светский) — французское движение за секуляризацию общественной жизни страны; процесс, в ходе которого религиозные догмы, институты и практики утрачивают их прежде высокое значение в жизни общества.
Основное требование лаицистов — устранение влияния религии в различных сферах общества. В широком смысле слова лаицизм — движение за освобождение общества от влияния религии и создание светского государства.
Само понятие лаицизм фактически ничем не отличается от секуляризации, однако оно имеет большую национальную специфику. Термин лаицизм наиболее распространён во Франции, а также других франкоязычных странах и регионах (Бельгия, Швейцария, Канада), где принципы лаицизма часто приводятся для обоснования запрета на использование любых ярко выраженных религиозных символов в образовательных учреждениях (это касается как демонстрации христианских крестов, так и ношения хиджаба или паранджи мусульманами в общественных местах). Одно из основных воплощений идей лаицизма во Франции — Закон о разделении церквей и государства 1905 года.
Идеи лаицизма оказали существенное влияние на революционные идеи во Франции, в Квебеке времён Тихой революции, а также в Турции первой половины XX века, когда Мустафа Кемаль поставил своей целью превратить страну в светское государство.
Примечательно, что в большинстве стран Северной Европы и Америки демонстрация консервативных религиозных символов не запрещается, а наоборот, часто приветствуется. Отчасти это объясняется тем, что в них традиционно более распространена сегрегация различных этнических и религиозных групп в особых кварталах (приближающихся к гетто), имеющих свои этнические школы, магазины и др., где представители определённой религии составляют до 90 % населения и более, а потому демонстрация их символов фактически становится внутренним делом общины и не вызывает нареканий со стороны других общин, между собой мало пересекающихся.